# Amaleciti
Gli Amaleciti (o Amalechiti) erano un antico popolo che fu sterminato per ordine biblico divino (bambini, neonati, animali e donne incluse), che abitava il Negev . Essi sono considerati discendenti di un ancestrale personaggio di nome Amalek (Arabo عماليق, ʿAmālīq, ebraico עֲמָלֵק, ʻAmaleq o ʻĂmālēq), capo di una tribù edomita. Il suo nome è spesso usato nella Bibbia per indicare collettivamente tutti i suoi discendenti. Anche le tradizioni arabe lo ricordano come antenato eponimo degli Amaleciti.
Secondo la genealogia di Gen 36,12 e di 1Cron 1,36 Amalek era figlio di Elifaz (primogenito di Esaù) e della sua concubina Timna, sorella di Lotan e figlia di Seir (Gen 36,20-22), un hurrita, nel cui territorio si stabilirono i discendenti di Esaù. Il passo di Gen 36,16 si riferisce ad Amalek anche come il "capo di Amalek", per cui il suo nome sembra essere diventato un titolo riferibile al clan o al territorio sul quale questi avrebbe regnato.
Nella Torah sono descritti come una popolazione che attaccò proditoriamente il popolo d'Israele durante la fuga dall'Egitto e perciò sono considerati un simbolo del male, benché, in quanto discendenti da Esaù, fossero "parenti" degli ebrei.
Il nome "Amalek" è talvolta tradotto "abitante della vallata".

## Gli Amaleciti nella Bibbia
La loro area d'insediamento è il Negev: "Gli Amaleciti abitano la regione del Negev" (Num 13,29), 
mentre altrove si conferma:
Nel Pentateuco, gli Amaleciti sono nomadi che attaccarono gli Israeliti a Refidim nel deserto del Sinai durante il loro esodo dall'Egitto: 
Poco dopo gli Amaleciti attaccarono ancora gli Israeliti a Corma (Num 14,45). Anche successivamente, durante il difficile insediamento degli ebrei nella terra di Canaan, gli amaleciti si allearono con i Moabiti (Giudici 3,13) e i Madianiti (Giudici 6,3) contro gli Israeliti.
L'attacco degli Amaleciti a Refidim aveva coinvolto i più deboli della retroguardia, mentre tutto il popolo era stanco e sfinito. Esso, perciò, non verrà perdonato e secondo la Bibbia il Dio d'Israele avrebbe ordinato il loro sterminio (Es 17,14-15; Dt 25,19; 1Sam 15,2-3)
La fortunata spedizione di Saul contro la non identificata "città di Amalek," in pianura (1Sam15) si concluse con la cattura del re amalecita, Agag. Saul e il suo esercito annichilirono completamente tutto il popolo degli Amaleciti, ma si meritarono la collera di Samuele per non aver votato allo sterminio anche il re Agag e tutto il loro bestiame (1Sam 15,8-9), come Dio aveva comandato. Lo stesso Samuele giustiziò il re amalecita.

## Guerra di sterminio contro gli Amaleciti
Come osserva la Jewish Encyclopedia, "David intraprese una guerra santa di sterminio contro gli Amaleciti", che di conseguenza scomparvero dalla storia. Tempo dopo, all'epoca di Ezechia, 500 Simeoniti annichilirono i restanti Amaleciti che erano sopravvissuti" sul Monte Seir, e s'insediarono sulle loro terre:
Le relazioni bibliche fra tribù ebraiche e amalecite furono di irriducibile ostilità da parte delle prime ai danni delle seconde, essenzialmente a causa degli attacchi di Amalek a Israele lungo il loro esodo dall'Egitto:
Questa inimicizia è espressa nuovamente nel quarto e conclusivo oracolo di Balaam:
e ancora:
Lo scontro è ricordato ancora nel Libro dei Giudici, nel Giudicato di Ehud:
e ancora all'epoca di Gedeone, dal momento che gli Amaleciti si unirono in alleanza d'intenti con i Madianiti:
(Giudici)
Questa inimicizia è del pari alle basi del comando dato da Dio a Saul:
.
Il fallimento di Saul nell'obbedire a questo ordine gli costa la regalità e il favore dell'Onnipotente. Si veda infatti il commento fatto più tardi dal profeta Samuele, evocato da Saul grazie all'opera di una negromante:
Anche la tradizione ebraica più tarda commenta questo evento:
"Egli ricorse allo sterminio di donne e di bambini, e pensava di non agire a questo riguardo in maniera barbara e inumana: innanzi tutto perché [gli Amaleciti] erano nemici che l'avevano minacciato e, in secondo luogo, perché aveva avuto un comando da parte di Dio, che era pericoloso disattendere" (Flavio Giuseppe, Antichità giudaiche, Libro VI, Capitolo 7).
Maimonide spiega tuttavia - influenzato visibilmente dalla legge islamica relativa al jihād - che il comando di eliminare la nazione di Amalek esige che il popolo israelita richieda pacificamente a loro di accettare per se stessi le leggi di Noè e di pagare un'imposta al regno d'Israele. Solo se gli Amaleciti dovessero rifiutare il comandamento sarebbe legittimamente applicabile.
La distruzione di animali e il bottino, tuttavia, non erano pratiche regolari al tempo di Saul. Questo era evidentemente un comando impartito per una specifica battaglia. Il suo contemporaneo David operò diversamente pochi anni più tardi.
È importante, nella tradizione ebraica, che il piano di sterminare gli ebrei, come riportato nel libro di Ester, fosse stato realizzato da Haman, un Agaghita, o Amalecita. Dal momento che il Signore promette di "cancellare il nome" di Amalek, quando il Libro di Ester viene letto nel corso della festa di Purim, l'uditorio rumoreggia allorché il nome di "Haman" viene menzionato, così che il suo nome non venga ascoltato.

## Simbolismo degli Amaleciti
Nella tradizione ebraica, gli Amaleciti rappresentano l'archetipico nemico degli Israeliti. Per esempio, nel Libro di Ester, Aman, che intende sterminare tutti gli Israeliti, è chiamato l'Agaghita, da intendersi come qualcuno che discende dal re amalecita Agag.
Il termine è stato usato metaforicamente per riferirsi ai nemici dell'Ebraismo nel corso della storia, inclusi i nazisti. Rabbi Elchonon Wasserman pensava, in nome di Rabbi Yisrael Meir Kagan, che i responsabili ebrei del comunismo e il movimento secolare del Sionismo discendessero dall'Erev Rav (le anime del mondo del caos primigenio) di cui fa parte il seme di Amalek. Rav Kook, al contrario, pensava che il Sionismo sarebbe stato un movimento a carattere messianico tramite la sua vocazione ad essere indicato dagli Amaleciti come "responsabile di tutti i mali del mondo".
Le parole di Samuele a Agag: "Come la tua spada ha privato di figli le donne, così tra le donne sarà privata di figli tua madre" (1 Samuele 15, 33) furono ripetute dal presidente israeliano Itzhak Ben-Zvi nella sua lettera di risposta alla richiesta di grazia avanzata dal criminale di guerra nazista Adolf Eichmann.

### Rifiuto di Dio
Il concetto è stato a lungo usato dai rabbini (particolarmente da Baal Shem Tov) per rappresentare il rifiuto di Dio, ossia nella forma più radicale dell'ateismo: nella tradizione ebraica, altri affermano che il popolo amalecita sa che Dio esiste ma ne rifiuta esistenza e fede, comportandosi di conseguenza. Dei 613 mitzvot (comandamenti) seguiti dagli Ebrei Ortodossi, tre si riferiscono agli Amaleciti: per ricordare ciò che gli Amaleciti fecero agli Israeliti e per distruggere completamente gli Amaleciti. I rabbini derivano le loro tesi dal Deuteronomio 25, 17-18, dal Libro dell'Esodo 17, 14 e da 1 Samuele 15, 3. Rashi spiega così la terza mitzvah:
"Dall'uomo alla donna, dall'infante al lattante, dal bue alla pecora, così il nome di Amalek non deve essere menzionato, anche se ci si riferisce a un animale, dicendo: "Questo animale appartiene ad Amalek".

## Re degli Amaleciti
L'unico re di cui conosciamo il nome è Agag (Num 24,7; 1Sam 15,8). Potrebbe, però, trattarsi non di un nome proprio ma di un titolo dinastico, come in Egitto il nome "faraone". L'etimologia è incerta, secondo John L. McKenzie (1995).
Perciò il patronimico "agaghita", con cui nel Libro di Ester viene indicato Aman, potrebbe significare "amalecita".

## Occorrenze dei termini Amalek/Amaleciti nell'Antico Testamento
- Genesi 14, 7; 36, 12, 16
- Esodo 17, 8-11, 13-14, 16
- Numeri 13, 29; 14, 25; 43, 45; 24, 20; 25, 19
- Deuteronomio 25, 17
- Giudici 3, 13; 5, 14; 6, 3, 33; 7, 12; 10, 12; 12, 15
- 1 Samuele 14, 48; 15, 2-8, 15, 18, 20, 32; 27, 8; 28, 18; 30, 1, 13, 18
- 2 Samuele 1, 1, 8, 13; 8, 12
- 1 Cronache 1, 36; 4, 43; 18, 11
- Salmi 83, 7

## Origine alternativa degli Amaleciti
Narrando vicende del tempo di Abramo, la Bibbia racconta di alcuni re che 
 e ciò ha indotto alcuni studiosi a chiedersi se gli Amaleciti esistessero già prima del tempo di Esaù nella regione che sarebbe più tardi diventata la provincia romana dell'Arabia Petraea . Questa indicazione, tuttavia, potrebbe essere semplicemente una spiegazione redazionale.
Analogamente inconcludente è la profezia di Balaam, in cui Amalek viene definita 
, espressione che potrebbe indicare una anteriorità temporale degli Amaleciti rispetto alle popolazioni circostanti, ma anche una diversa forma di preminenza. Queste frasi bibliche potrebbero essere all'origine di una tardiva tradizione extra-biblica, registrata da Nachmanide, la quale afferma che gli Amaleciti non discendevano dal nipote di Esaù, bensì da un uomo chiamato Amalek, il cui nome sarebbe stato imposto anche al nipote di Esaù. 

## Gli amaleciti nelle tradizioni arabe
Gli Amaleciti sono ricordati come una delle prime tribù che, pur non essendo araba, s'erano insediate in Hijaz e avevano tra i primi parlato Arabo, all'epoca del profeta arabo Hud, al pari dei Ṭasm, dei Jadīs e dei Thamūd.
Esiste una tradizione arabo-islamica, riportata dal Kitāb al-Aghānī, che spiega l'insediamento ebraico in Hijaz, collegandolo agli Amaleciti. Gli ebrei di quella città-oasi sostenevano infatti di essersi insediati in Arabia nel periodo immediatamente successivo alla morte del profeta Mosè. Affermavano che Mosè aveva inviato un esercito per espellere gli Amaleciti dal territorio di Yathrib, ordinandogli di non risparmiare alcun Amalecita. L'esercito israelita eseguì gli ordini del profeta ma risparmiò la vita di un affascinante principe, figlio del re amalecita, portandolo con sé in Palestina. Mosè era intanto morto e i suoi successori alla guida d'Israele, a causa della vita così risparmiata di quell'Amalecita, che costituiva una palese disubbidienza delle disposizioni ricevute e una violazione della legge mosaica, esclusero l'esercito dalla loro comunità. Esso tornò allora a Yathrib insediandovisi per sempre.